# Myristica globosa
Myristica globosa là một loài thực vật thuộc họ Myristicaceae. Loài này có ở Papua New Guinea và quần đảo Solomon.